# Rudyard Kipling
Joseph Rudyard Kipling  [ˈdʒəʊzɪf ˈɹʌdjɑːd ˈkɪplɪŋ] (30. prosince 1865, Bombaj – 18. ledna 1936, Londýn) byl britský spisovatel, novinář a básník, první britský nositel Nobelovy ceny za literaturu z roku 1907.

## Život
Rudyard Kipling se narodil v indické Bombaji jako syn malíře pracujícího pro britskou koloniální správu, dětství prožil v Indii, kam se po absolvování internátní školy v Anglii roku 1881 opět vrátil, protože vojenská kariéra mu byla uzavřena pro silnou krátkozrakost a studium na univerzitě bylo příliš nákladné. Stal se pomocníkem šéfredaktora anglických novin v Láhauru, kde mu otiskli první verše a krátké povídky. Přestože pak v Indii strávil pouhých sedm let, načerpal tu náměty pro svou nejlepší tvorbu.
V osmdesátých letech 19. století se definitivně prosadil jako básník a posléze i jako prozaik. Podnikl cesty do Číny, Japonska a Spojených států. Po sňatku s Američankou Caroline Balestierovou roku 1892 žil čtyři roky ve Vermontu v USA, kde napsal své slavné Knihy džunglí.
V Londýně, kam se s manželkou roku 1896 přestěhoval, vydal své další romány, ale stále psal i poezii. Ve vlasti byl ceněn především jako básník opěvující mužnost a vlastenectví, jeho próza nebyla tak vyzdvihována. Čtenáře zaujal především cizokrajnou tematikou, popisem přírody a zvyků domorodců a pozoruhodným uměleckým jazykem. Přelom století pak znamenal vrchol jeho literárních úspěchů a roku 1907 mu byla udělena Nobelova cena za literaturu „… s ohledem na pozorovací talent, originální představivost jakož i mužnou sílu idejí a umění kresby“ (citace z odůvodnění Švédské akademie).
Třebaže Kipling psal až do počátku třicátých let, nedosáhl již předchozích úspěchů. Navíc těžce nesl smrt svého syna Johna na bojišti 1. světové války, jeho osud zachycuje film "Legenda o mém synovi". Po spisovatelově smrti na mozkovou mrtvici vyšla ještě jeho autobiografie Something of Myself (1937).
V roce 1922, ve svých pozdních padesáti letech, byl svědkem nejvyššího rozmachu britského impéria, v němž žila čtvrtina světové populace a jehož území představovalo rovněž čtvrtinu světové rozlohy. Ve svých knihách zdůrazňoval výsadní postavení Angličanů jako příslušníků privilegovaného národa, jehož vyšší třída stojí jako nadřazená rasa na vrcholu světové společenské pyramidy.
Ve vztahu k Indům zobrazuje Brity jako velké bílé bratry s povinností vést je a učit, jak to popsal ve své básni Břímě bělochů (1899, The White Man's Burden). O domorodcích se v této básni nevyjadřoval příliš vlídně, takže byl později často označován za horlivého zastánce kolonialismu. George Orwell označil tento Kiplingův postoj za morálně necitlivý a esteticky nepřijatelný. Nikdo však Rudyardu Kiplingovi nemohl upřít talent velkého vypravěče.
Proslulá je jeho báseň If z roku 1895, známá v českém přebásnění Otokara Fischera pod názvem Když…, ve které Kipling vystihl obraz a ideál mužných vlastností a požadavky na statečného člověka v životním zápase v přemáhání každodenních všelidských problémů.

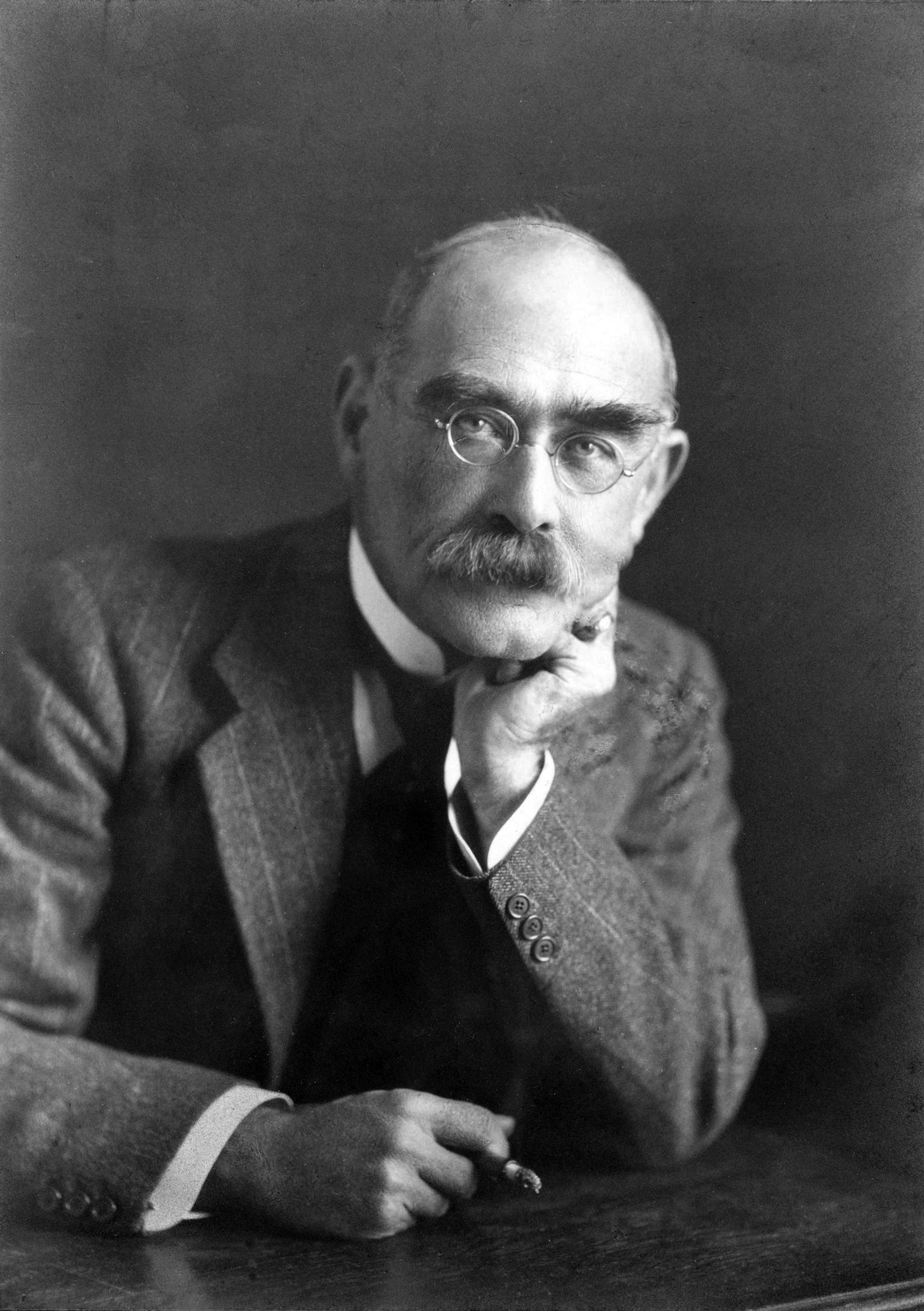
Rudyard Kipling

## Dílo

### Básnické sbírky
- Departmental Ditties (1886, Oddílové popěvky),
- Barrack-Room Ballads and Other Verses (1892, Kasárenské balady),
- The Seven Seas (1896, Sedm moří),
- The Five Nations (1903, Pět národů),
- The Years Between (1919)

### Próza

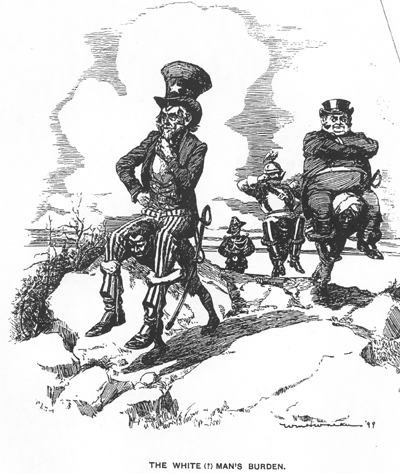
Karikatura na Kiplingovu báseň Břímě bělochů (Life, 16. březen 1899)

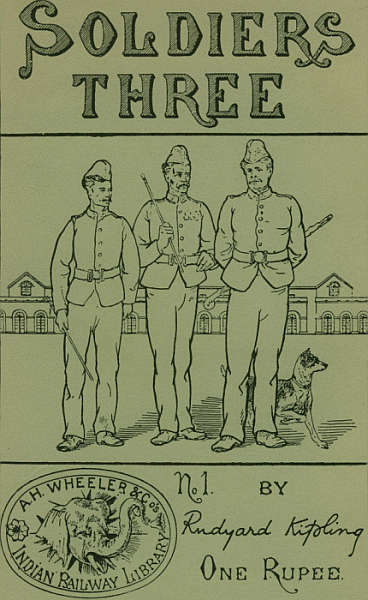
Obálka knihy Soldiers Three

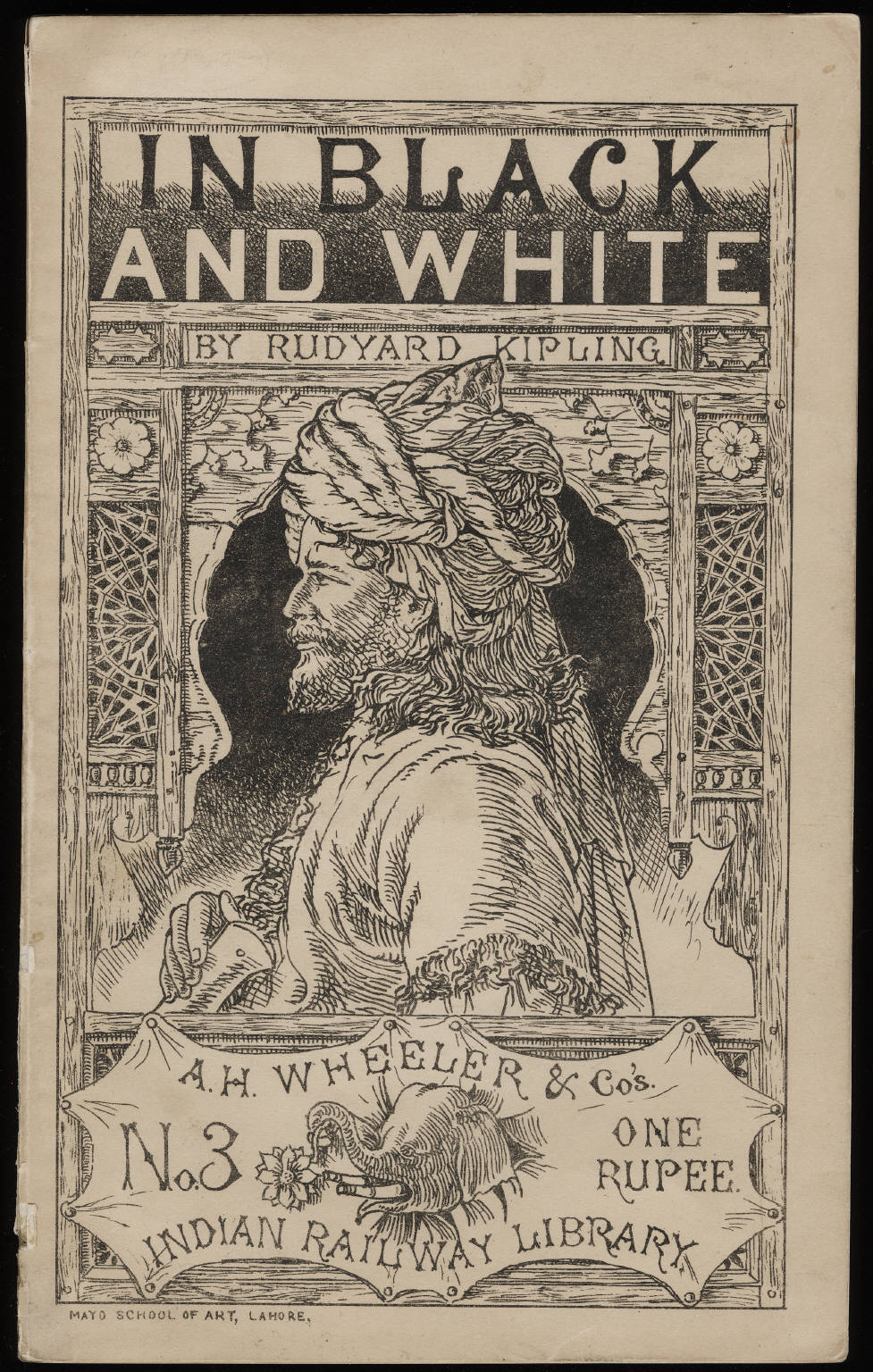
Obálka knihy In Black and White

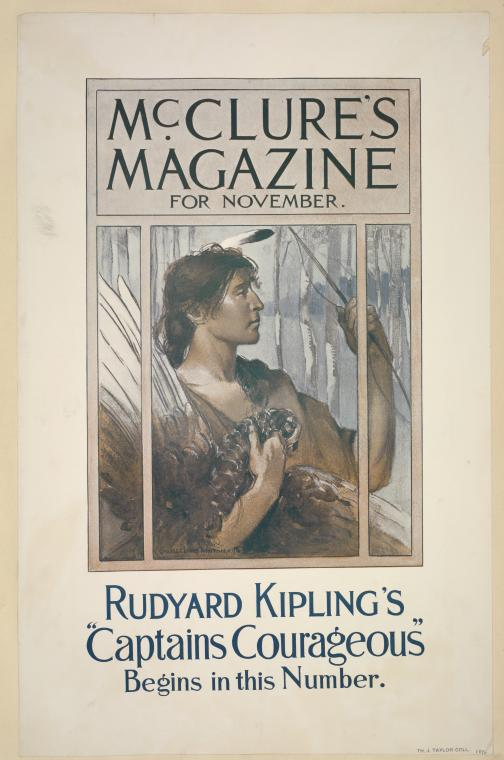
Titulní strana McClure's Magazine, kde vycházel na pokračování román Captains Courageous

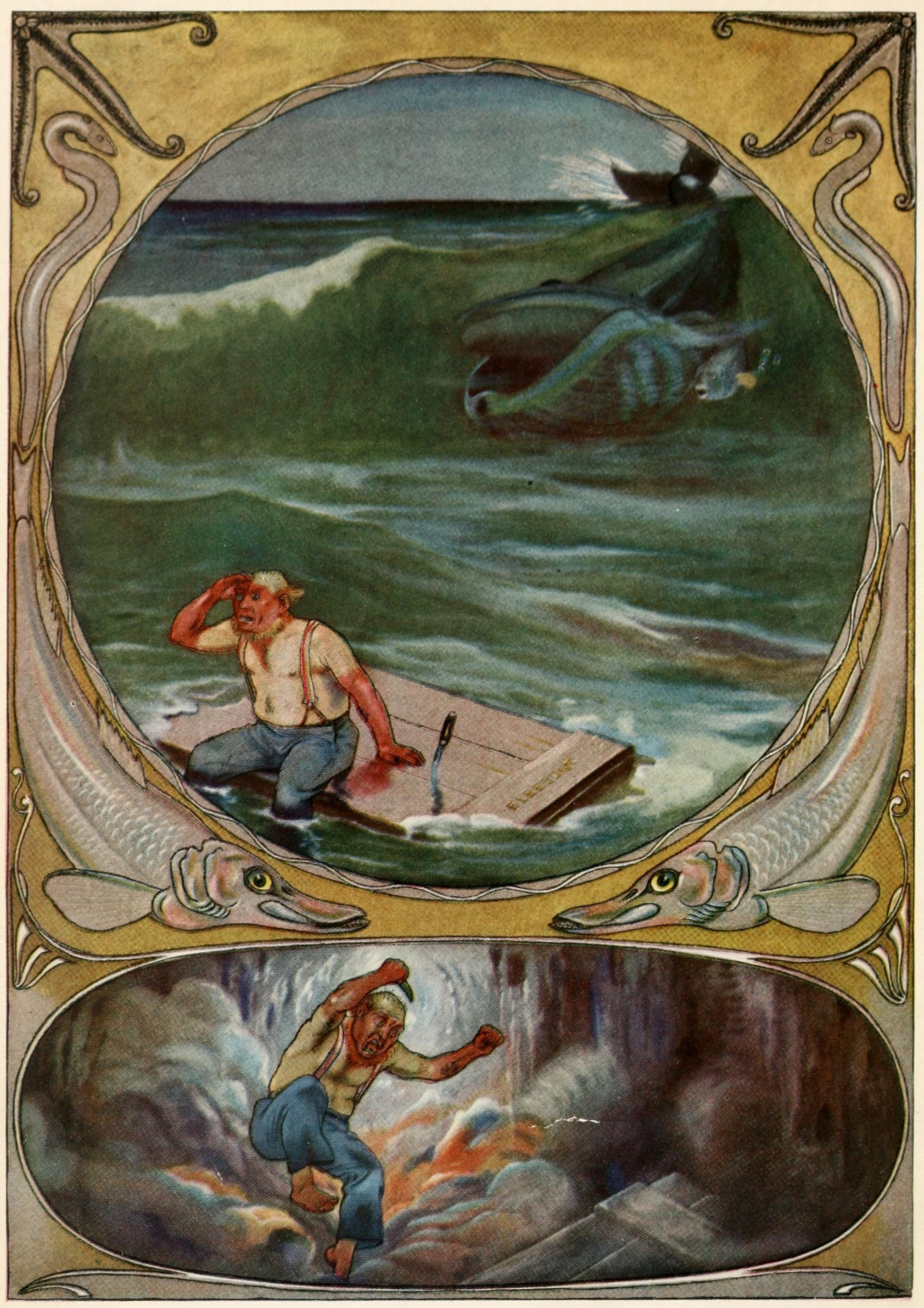
Ilustrace ke knize Just So Stories

- Plain Tales From the Hills (1888, Prosté povídky z hor), sbírka čtyřiceti krátkých povídek z Indie, ve kterých Kipling využil společenských anekdot i skutečných příběhů a dokázal je podat skutečně prostě, ale přitom se silným smyslem pro dramatičnost, humornost nebo naopak tragiku. Své živé, autentické, pozorovatelsky přesné a přitažlivé vyprávění prokládá autor vtipy a aforismy a stupňuje je až do působivé pointy. Avšak za demokratičností Kiplingova jazyka a námětů lpí přesvědčení, že jenom britské organizační a technické schopnosti mohou udržet na uzdě zaostalé domorodé obyvatelstvo Indie.
- Soldiers Three (1888, Tři vojáci), sbírka povídek, česky pod názvem Tři mušketýři, některá dobrodružství ze života a činů pěšáků Terence Mulvaneyho, Stanleyho Ortherise a Johna Learoyda,
- sbírky povídek In Black and White (1888, Černé na bílém), The Story of the Gadsbys (1888, Příběh Gadsbyových), The Phantom Rickshaw (1888, Fantóm nosítek, česky též jako Přízraky), Under the Deodars 1890, Hrobaři), Indian Tales 1890, Obrázky z Indie).
- The Light That Failed (1890, Světlo, které zhaslo), román s autobiografickými prvky,
- American Notes (1891, Americké poznámky),
- The Naulahka (1892), česky pod názvem Náhrdelník maharadžů nebo Za kouzlem drahokamů, příběh Američana v Indii, napsáno společně s Charlesem Wolcottem Balestierem (1861 - 1891).
- Many Inventions (1893, Fantasie), sbírka povídek, ve které vyšla mimo jiné povídka In the Rukh (Na okraji džungle nebo také V rukhu), která je prvním vydaným, ale chronologicky posledním příběhem Mauglího z Knih džunglí.
- The Jungle Book (1894, Kniha džunglí) a The Second Jungle Book (1895, Druhá kniha džunglí), česky v jednom svazku jako Knihy džunglí, dvě nejznámější autorova díla připomínající středověký epos o zvířatech s ústředním příběhem indického chlapce Mauglího, který se jako bezbranné batole octne v džungli, kde prožívá mnohá dobrodružství spolu s medvědem Balúem, hadem Ká, tygrem Šér Chánem a pardálem Baghírou (někdy bývají Mauglího příhody vydávány samostatně).
- Captains Courageous (1896, Stateční kapitáni), dobrodružný román, líčí příběh patnáctiletého syna amerického milionáře, který se pro pohodlný život a peníze dostává na scestí a kterého zachrání tvrdý život plavčíka na rybářském škuneru, jemuž se musí z nutnosti podřídit.
- The The Day's Work (1898, Denní práce), sbírka povídek,
- From Sea to Sea (1899, Od moře k moři), cestopisné obrázky z Indie, Japonska, Spojených států a Egypta,
- Stalky & Co (1899, Stopka a spol.), humorná knížka, která s pochopením líčí bujaré příhody tří vynalézavých chlapců v anglické internátní škole,
- Kim (1901, špionážní román, napínavý příběh irského sirotka vychovávaného tibetským lámou, který se zaplete do vyzvědačských praktik,
- Just So Stories for Little Children (1902, Bajky i nebajky, česky též jako Příběhy jen tak), veselé, hravé a vynalézavé krátké exotické příběhy pro děti plné slovních hříček, které Kipling doprovodil vlastními ilustracemi, svědčícími o jeho pozoruhodném výtvarném talentu,
- Puck of Pook's Hill (1906, Šotkova kouzla) a Rewards and Fairies (1910, Nová šotkova kouzla), pohádkově laděná dílka,
- sbírky povídek s vojenskou tematikou A Diversity of Creatures (1917, Rozličné bytosti), The Graves of the Fallen (1919, Hroby padlých),
- Letters of Travel (1920, Listy z cest)
- Debits and Credists  (1926, Dluhy a úvěry), česky pod názvem Povídky zednářské lože,
- Thy Servant Dog (1930, Tvůj sluha pes),
- Something of Myself (1937, Něco o sobě), autobiografie vydaná posmrtně.

## Česká vydání
- Obrázky z Indie, František Šimáček, Praha 1896, překlad Josef Václav Sládek,
- Zhaslé světlo, Jan Otto, Praha 1896,
- Několik povídek, Jan Otto, Praha 1899, překlad Josef Bartoš,
- Kniha džunglí, Edvard Beaufort, Praha 1899, překlad Pavla Moudrá, v tomto překladu vydalo tuto knihu toto nakladatelství ještě roku 1904 a 1909.
- Druhá kniha džunglí, Edvard Beaufort, Praha 1901, překlad Pavla Moudrá,
- Za kouzlem drahokamů, Praha 1901, překlad Alois H. Šmíd,
- Povídky z Indie, Jan Otto, Praha 1903, překlad Emil Hácha,
- Kim, Jan Otto, Praha 1903, překlad Pavla Moudrá, v tomto překladu vydalo tento román ještě nakladatelství Hejda a Tuček roku 1924 a nakladatelství Josef R. Vilímek roku 1936 a 1939.
- Pohádky, Hejda a Tuček, Praha 1904, překlad Pavla Moudrá, v tomto překladu vydalo tuto knihu toto nakladatelství ještě roku 1915, nakladatelství Aventinum roku 1996 a zakladatelství Akcent v Třebíči roku 2010.
- Stateční kapitáni, Hejda a Tuček, Praha 1904, překlad Pavla Moudrá, v tomto překladu vydalo tuto knihu ještě nakladatelství Josef R. Vilímek roku 1928 a 1937.
  - Zpracováno v roce 1998 v Českém rozhlasu jako rozhlasová hra. Překlad Pavla Moudrá, rozhlasová úprava Martina Drijverová, hudba Tomáš Pergl, dramaturgie Ivan Hejna, režie Maria Křepelková. Hrají: Vít Ondračka, Michal Bürger, Petr Pelzer, Jan Skopeček, Alois Švehlík, Ivan Gübel, Ladislav Trojan, Dana Syslová, Ladislav Županič a Karel Richter.
- Vybrané povídky, Jan Otto, Praha 1904, překlad Josef Bartoš.
- Fantom nosítek, Praha 1910, překlad Cyril Žďárský,
- S pokraje džunglí, Aloys Hynek, Praha 1910, překlad J. O. Hart, obsahuje dvě povídky: V rukhu a Podivná jízda Morrowbie Jukesa.
- Stopka, Brouk a spol., Hejda a Tuček, Praha 1910, překlad Pavla Moudrá, v tomto překladu vydalo tuto knihu ještě nakladatelství Josef Boš roku 1923 a nakladatelství Toužimský & Moravec roku 1936.
- Šotkova kouzla, Hejda a Tuček, Praha 1910, překlad Pavla Moudrá,
- Fantasie: smyšlenky rozličné, Hejda a Tuček, Praha 1911, překlad Julie Novotná,
- Kniha džunglí a Druhá kniha džunglí, Hejda a Tuček, Praha 1911, překlad Miloš Maixner, v tomto překladu vydalo tyto knihy toto nakladatelství ještě roku 1920 a 1921.
- Přízraky, Příběh Gadsbyův, Hejda a Tuček, Praha 1911, překlad Pavla Moudrá,
- Nová šotkova kouzla, Hejda a Tuček, Praha 1912, překlad Pavla Moudrá,
- Bez božího požehnání, Josef R. Vilímek, Praha 1912, překlad Josef Václav Sládek,
- Prosté povídky z indických hor, Hejda a Tuček, Praha 1912, překlad Lydia Kolátorová,
- Naulahka, náhrdelník, Hejda a Tuček, Praha 1913, překlad Lydia Kolátorová, v tomto překladu pod názvem Náhrdelník marahadžů vydalo tuto knihu ještě nakladatelství Josef R. Vilímek roku 1927 a 1937.
- Od moře k moři, Hejda a Tuček, Praha 1913, překlad Miloš Maixner,
- Hrobaři, Šolc, Praha 1916, překlad M. Satranová,
- Záhady moře, Šolc, Praha 1916, překlad Jaroslav Vykydal, v tomto překladu vydalo tuto knihu toto nakladatelství ještě roku 1920.
- Světla, která zhasla, Hejda a Tuček, Praha 1917, překlad L. Vojta,
- Lispeth, Holešov na Moravě 1919, překlad Marie Jaminová,
- Stavitelé mostu a jiné povídky, Josef Boš, Praha 1918, překlad František Kolátor, v tomto překladu vydalo tuto knihu toto nakladatelství ještě roku 1925 a nakladatelství Družstevní práce roku 1929.
- Maltézský kocour a jiné povídky, Josef Boš, Praha 1925, překlad Julie Novotná-Procházková,
- Prosté povídky z hor, Josef R. Vilímek, Praha 1927, překlad Karel Weinfurter, v tomto překladu vydalo tuto knihu toto nakladatelství ještě roku 1937.
- Černé na bílém, Josef R. Vilímek, Praha 1928, překlad Elsie Havlasová,
- Kniha džunglí Josef R. Vilímek, Praha 1928, překlad Viktor Messi, v tomto překladu vydalo tuto knihu toto nakladatelství ještě roku 1931, 1932 a 1938.
- Druhá kniha džunglí Josef R. Vilímek, Praha 1928, překlad Viktor Messi, v tomto překladu vydalo tuto knihu toto nakladatelství ještě roku 1933 a 1940.
- Světlo, která zhaslo, Josef R. Vilímek, Praha 1928, překlad Ladislav Vojtig, v tomto překladu vydalo tuto knihu toto nakladatelství ještě roku 1936.
- Strom spravedlnosti a jiná Šotkova kouzla, Josef R. Vilímek, Praha 1928, překlad Pavla Moudrá, v tomto překladu vydalo tuto knihu toto nakladatelství ještě roku 1937.
- Welandův meč a jiná Šotkova kouzla, Josef R. Vilímek, Praha 1929, překlad Pavla Moudrá, v tomto překladu vydalo tuto knihu toto nakladatelství ještě roku 1937.
- Povídky zednářské lóže, Václav Petr, Praha 1930, překlad Alexandr Fleischr,
- Tvůj sluha pes, Josef R. Vilímek, Praha 1931, překlad Pavla Moudrá, v tomto překladu vydalo tuto knihu toto nakladatelství ještě roku 1934.
- Kiplingovy povídky o zvířatech, Josef R. Vilímek, Praha 1934, překlad Pavla Moudrá,
- Námořní vzpoura a jiné povídky, Josef R. Vilímek, Praha 1934, překlad Bohumil Štěpánek,
- Písně mužů, Zlín 1935, překlad Otokar Fischer, tento výbor básní vyšel ve Zlíně ještě roku 1946, v nakladatelství Vilém Smidt roku 1947, 1948 a 1949, v hodonínském nakladatelství Ladislav Kolařík roku 1990 a v nakladatelství Primus v Praze toku 2007.
- Když, Alois Chvála, Praha 1935, překlad Otokar Fischer, tuto báseň ještě vydalo ve stejném překladu roku 1945 nakladatelství Mrázek.
- Kniha slov, Nakladatelské družstvo Máje, Praha 1937, překlad Karel Štěpaník,
- Mauglí, Josef R. Vilímek, Praha 1947, překlad Zdeněk Hobzík, povídky z Knih džunglí, kde vystupuje indický chlapec Mauglí.
- Kniha džunglí I. a II., Josef R. Vilímek, Praha 1948, překlad Zdeněk Hobzík,
- Sloní mládě, Svoboda, Praha 1948, překlad Pavla Moudrá,
- Stateční kapitáni, Josef R. Vilímek, Praha 1948, překlad Zdeněk Hobzík, v tomto překladu vydalo tuto knihu ještě Lidové nakladatelství roku 1970 a dále Svoboda-Libertas, Praha 1993 (kromě vydání z r. 1948 přeložil ještě Jindřich Kovanda).
- Tři mušketýři, Toužimský & Moravec, Praha 1948, překlad Viktor Beneš, v tomto překladu vydalo tuto knihu toto nakladatelství ještě roku 1992.
- Mauglí, SNDK, Praha 1956, překlad Zdeněk Hobzík a Jan Beránek, povídky z Knih džunglí, kde vystupuje indický chlapec Mauglí, v tomto překladu vydalo tuto knihu toto nakladatelství ještě roku 1958 a 1960 a nakladatelství Alternativa roku 1991.
- Bajky i nebajky, SNDK, Praha 1958, překlad Zdeněk Hobzík, v tomto překladu vydalo tuto knihu ještě nakladatelství Albatros roku 1996.
- Rikki-tikki-tavi a jiné povídky o zvířatech, SNDK, Praha 1962, překlad Wanda Zámecká , výbor povídek z Knih džunglí.
- Knihy džunglí, SNDK, Praha 1965, překlad Alois a Hana Skoumalovi, v tomto překladu vydalo toto nakladatelství tuto knihu ještě roku 1968, nakladatelství Albatros roku 1972, 1974, 1991 a 2002, nakladatelství Olympia roku 1984, Levné knihy KMa roku 2000 a Brio, Praha 2007.
- Stopka & spol., Naše vojsko, Praha 1971, překlad Jaroslav Tafel, znovu roku 2010.
- Od moře k moři, Orbis, Praha 1974, překlad Dušan Zbavitel, v tomto překladu vydalo tuto knihu ještě nakladatelství Ivo Železný roku 1995.
- Povídky jen tak, Vyšehrad, Praha 1978, překlad Jaroslav Vančura,
- Klamné svítání, Odeon, Praha 2000, překlad Stanislava Pošustová, Marina Castielliová a Rudolf Chalupský,
- Kim, Knižní klub, Praha 2006, překlad Jaroslava Moserová,
- Tucet povídek, Aventinum, Praha 2010, překlad Pavla Moudrá a Pavel Gaudore,
- Knihy džunglí, Albatros, Praha 2010, překlad Martin Pokorný, znovu 2016 a 2022.
- Knihy džunglí, Leda, Voznice 2023, překlad Věra Klásková.
- Vybrané povídky, Dobrovský, Praha 2014, překlad Josef Bartoš.
- Povídky zednářské lóže, Machart, Beroun 2014, původní překlad Alexandra Fleischra redigoval, jazykově a stylisticky upravil Jan Velíšek.
- Když, Petrkov, Havlíčkův Brod 2015, přeložil Zdeněk Hron.
- Jediný syn, Sdružení přátel Jaroslava Foglara, 2017, překlad Věra Klásková. Obsahuje povídku V rúkhu a báseň Jediný syn.
- Stateční kapitáni, Albatros, Praha 2019, přeložil David Petrů.

### Online dostupná díla
- KIPLING, Rudyard. Pohádky. Překlad Pavla Moudrá. Praha: Hejda & Tuček, [1904]. 98 s. Dostupné online.
- KIPLING, Rudyard. Šotkova kouzla. Překlad Pavla Moudrá. Praha: Hejda & Tuček, [1910]. 239 s. Dostupné online.
- KIPLING, Rudyard. Nová Šotkova kouzla. Překlad Pavla Moudrá. Praha: Hejda & Tuček, [1912]. 278 s. Dostupné online.
- KIPLING, Rudyard. Fantasie : smyšlenky rozličné. Překlad Julie Novotná. Praha: Hejda & Tuček, [1913]. 358 s. Dostupné online.
- KIPLING, Rudyard. Kim. Překlad Pavla Moudrá. Praha: Hejda & Tuček, 1924. 434 s. Dostupné online.
- KIPLING, Rudyard. Kniha džunglí. Překlad Miloš Maixner. Praha: Hejda & Tuček, [mezi 1911 a 1925?]. 271 s. Dostupné online.
- KIPLING, Rudyard. Druhá kniha džunglí. Překlad Miloš Maixner. Praha: Hejda & Tuček, [mezi 1918 a 1921]. 226 s. Dostupné online.